# El Caballete, Bejucal de Ocampo
El Caballete är en ort i Mexiko.   Den ligger i kommunen Bejucal de Ocampo och delstaten Chiapas, i den sydöstra delen av landet, 900 km sydost om huvudstaden Mexico City. El Caballete ligger 1 365 meter över havet och antalet invånare är 232.
Terrängen runt El Caballete är bergig söderut, men norrut är den kuperad. Runt El Caballete är det ganska tätbefolkat, med 108 invånare per kvadratkilometer. Närmaste större samhälle är Motozintla de Mendoza, 19,4 km sydväst om El Caballete. I omgivningarna runt El Caballete växer huvudsakligen savannskog.